# ナショナル・モダンエナジー・ホールディングス
ナショナル・モダンエナジー・ホールディングス (National Modern Energy Holdings ) は香港の環境エネルギー開発会社。

## 概説
登記上はイギリス領ヴァージン諸島に本社がある。再生可能エネルギー関連の企業に出資しており、電気自動車を生産するナショナル・エレクトリック・ビークル・スウェーデン（NEVS）の筆頭株主で同社の株を43%保有する。2012年6月13日には日本の投資会社「サン・インベストメント」と共に経営破綻したサーブ・オートモービルの資産を買収した。この買収には部品子会社やサーブ・9-5モデルの所有権は含まれない。